# Prosthogonimus cuneatus
Prosthogonimus cuneatus är en plattmaskart. Prosthogonimus cuneatus ingår i släktet Prosthogonimus och familjen Prosthogonimidae. Inga underarter finns listade i Catalogue of Life.